# Vigna minima
Vigna minima là một loài thực vật có hoa trong họ Đậu. Loài này được (Roxb.) Ohwi & H.Ohashi miêu tả khoa học đầu tiên.